# Лоа (драма)
Лоа (шп. Loa) је кратка драмска подврста гајена у шпанском Златном веку. Ради се о краткој композицији у дијалогу или монологу у стиху која се приказивала пре првог чина комедије. Служила је да усредсреди пажњу публике хвалећи град у коме се давала, и представњајући глумце и глумачку дружину. Ако би глумачка дружина била гост у одређеном граду, за лоу је обично био задужен неки локални песник.
Лоа није саставни део саме комедије, него је била засебно дело. Поред представљања глумаца и хвале граду домаћину, лоа је такође садржала кратак сиже радње позоришног комада које је следило, и обично је била писана у октавама. Претходила је позоришним делима са како профаног тако и религиозног карактера.